# Szajhan járás (Bulgan)
Szajhan járás (mongol nyelven: Сайхан сум) Mongólia Bulgan tartományának egyik járása. Területe 2800 km². Népessége kb. 4800 fő.
Székhelye Huremt (Хурэмт), mely 111 km-re nyugatra fekszik Bulgan tartományi székhelytől.